# G-Funk Classics, Vol. 1 & 2
Albums de Nate Dogg
Music and Me
(2001)
Singles
1. Never Leave Me Alone
Sortie : 1996
2. Nobody Does It Better
Sortie : 1998

G-Funk Classics, Vol. 1 & 2 est le premier album studio de Nate Dogg, sorti le 21 juillet 1998.
L'album s'est classé 38e au Billboard 200.

## Liste des titres

### Disque 1 (Ghetto Preacher)
| No  | Titre                                                                    | Contient un (des) sample(s) de | Durée |
| --- | ------------------------------------------------------------------------ | --- | ----- |
| 1.  | Hardest Man in Town                                                      | | 4:07  |
| 2.  | Intro to G-Funk (Comm. 1)                                                | | 2:13  |
| 3.  | G-Funk (featuring Isaac Reese et Nancy Fletcher)                         | While I'm Alone de Maze featuring Frankie Beverly                                                                                        | 4:44  |
| 4.  | First We Pray (featuring Kurupt et Isaac Reese)                          | Earth Ship de Mahavishnu Orchestra | 4:07  |
| 5.  | My World (featuring Nancy Fletcher)                                      | | 4:21  |
| 6.  | Crazy, Dangerous (featuring Six Feet Deep et Nancy Fletcher)             | (If Loving You Is Wrong) I Don't Want to Be Right de Luther Ingram                                                                       | 2:33  |
| 7.  | These Days (featuring Daz Dillinger)                                     | Payback Is a Dog des Stylistics | 5:00  |
| 8.  | Bag o'Weed (featuring Tray Deee)                                         | | 4:34  |
| 9.  | Dirty Hoe's Draws (featuring Big Chuck, L.T. Hutton, Salim et Val Young) | | 5:50  |
| 10. | Scared of Love (featuring Butch Cassidy)                                 | | 5:27  |
| 11. | Me & My Homies (feat. 2Pac & Nancy Fletcher)                             | | 4:09  |
| 12. | Because I Got a Girl                                                     | A Few More Kisses to Go d'Isaac Hayes Ain't No Fun (If the Homies Can't Have None) de Snoop Dogg featuring Nate Dogg, Kurupt et Warren G | 3:49  |
| 13. | My Money (featuring The Lady of Rage et Nancy Fletcher)                  | | 4:51  |
| 14. | Never Leave Me Alone (featuring Snoop Dogg et Val Young)                 | Where Is the Love de Roberta Flack et Donny Hathaway                                                                                     | 5:56  |
| 15. | Last Prayer (Comm. 2)                                                    | | 2:09  |
| 16. | Where Are You Going? (featuring Pamela Hale)                             | When You Put Your Hand in Mine de Sun | 5:59  |

### Disque 2 (The Prodigal Son)
| No  | Titre                                                            | Contient un (des) sample(s) de    | Durée |
| --- | ---------------------------------------------------------------- | --------------------------------- | ----- |
| 1.  | Dedication                                                       |                                   | 0:07  |
| 2.  | Who's Playin' Games                                              |                                   | 2:48  |
| 3.  | I Don't Wanna Hurt No More (featuring Danny « Butch » Means)     |                                   | 5:39  |
| 4.  | Just Another Day (featuring Butch Cassidy et Val Young)          |                                   | 4:16  |
| 5.  | She's Strange (featuring Barbara Wilson)                         | She's Strange de Cameo            | 4:31  |
| 6.  | Almost in Love (featuring Isaac Reese)                           |                                   | 4:14  |
| 7.  | No Matter Where I Go (featuring Barbara Wilson)                  |                                   | 4:40  |
| 8.  | Stone Cold                                                       | Gz and Hustlas de Snoop Dogg      | 4:56  |
| 9.  | Friends (interprété par 213)                                     | Friends de Whodini                | 4:58  |
| 10. | Puppy Love (featuring Daz Dillinger, Kurupt et Snoop Dogg)       |                                   | 4:27  |
| 11. | It's Goin' Down Tonight (featuring Butch Cassidy et Isaac Reese) |                                   | 4:26  |
| 12. | Nobody Does It Better (featuring Warren G)                       | Let's Get Closer d'Atlantic Starr | 4:29  |
| 13. | Sexy Girl (featuring Big Syke)                                   |                                   | 4:05  |
| 14. | Dogg Pound Gangstaville (featuring Kurupt et Snoop Dogg)         |                                   | 3:48  |
| 15. | Never Too Late (featuring Barbara Wilson)                        |                                   | 6:11  |